# 브루노 니콜라이

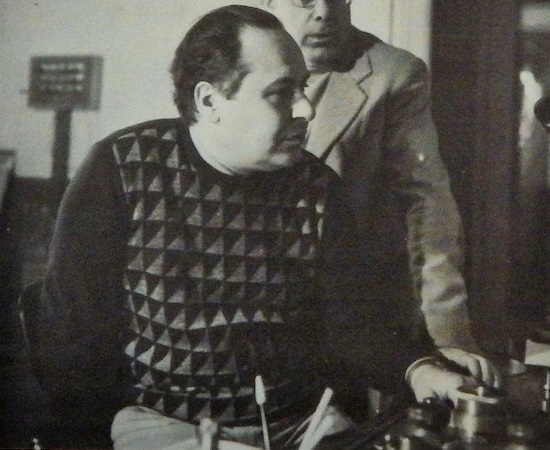

브루노 니콜라이(Bruno Nicolai, 1926년 - 1991년)는 이탈리아의 영화음악 작곡가이다. 1960년대부터 1980년대 주로 활동하였다. 산타 체칠리아 국립음악원에서 피아노와 작곡을 공부하면서 엔니오 모리코네와 친분을 쌓았다. 나중에 모리코네의 작품을 지휘하거나 같이 작곡하였다.